# Aly & Fila
Aly & Fila – egipski duet producentów muzyki trance i DJ-ów, w którego skład wchodzą Aly Amr Fathalah (Aly) i Fadi Wassef Naguib (Fila).

## Historia
Aly i Fila urodzili się w 1981 w Egipcie i znają się od przedszkola. W 1999 pod wpływem muzyki tworzonej przez Paula van Dyka, Steve’a Helstripa i Chicane zaczęli tworzyć muzykę elektroniczną w zbudowanym w tym celu małym studio. W 2002 po odniesieniu sukcesu w ojczyźnie podpisali kontrakt z niemiecką wytwórnią Euphonic Records. Ich pierwsze nagranie Eye of Horus zyskało uznanie Paula van Dyka, Armina van Buurena, Tiësto i innych.
Po wygaśnięciu kontraktu z Euphonic Records duet zdecydował się na uruchomienie swojego pierwszego własnego sublabelu Offshore. Pierwszy utwór wydany nakładem tej wytwórni nosił tytuł Spirit Of Ka.
Muzycy szybko dołączyli do listy najzdolniejszych DJ-ów i producentów. Grali na wielu dużych światowych imprezach i w najlepszych klubach Europy.
W lutym 2009 duet założył własną wytwórnię Future Sound of Egypt, która była sublabelem Offshore.
W październiku 2010 Aly & Fila zajęli 20. miejsce w głosowaniu DJ Mag Top 100, a pod koniec 2010 ich wytwórnia FSOE stała się częścią Armada Music.
Od 2011 duet brał udział w imprezach jubileuszowych audycji A State of Trance (kolejno 500, 550,  600, 650 oraz 700).
Pierwsza wizyta formacji Aly & Fila w Polsce odbyła się 7 listopada 2009 podczas eventu Planet Of Angels w mieście Łódź.

## Future Sound of Egypt
W 2006 Aly & Fila rozpoczęli nadawanie audycji radiowej Future Sound of Egypt. W sierpniu 2013 z okazji jubileuszowej audycji FSOE 300 zorganizowano 5 koncertów w Szarm el-Szejk, Meksyku, Amsterdamie, Buenos Aires i Pradze. W 2014 w ramach odbywającego się w klasztorze Cystersów w Lubiążu  festiwalu Electrocity 9 został zorganizowany event FSOE 350, który był prawdopodobnie największym darmowym eventem w Europie. Druga wizyta odnosząca się do jubileuszu Future Sound Of Egypt w Polsce miała miejsce rok później przy okazji fetowania emisji odcinka nr 400. Impreza z tej okazji miała miejsce na terenie Stoczni Gdańskiej.

## Dyskografia

### Albumy
- 2010 Rising Sun[6]
- 2011 Rising Sun (The Remixes)[7]
- 2013 Quiet Storm[8]
- 2014 Quiet Storm (The Remixes)[9]
- 2014 The Other Shore[10]
- 2015 The Chill Out
- 2017 Beyond the Lights
- 2019 It's All About The Melody

### Kompilacje
- 2008 Trance World 2 Compilation[1]
- 2009 Talla 2XLC Invites Aly & Fila - Techno Club Volume 30[3]
- 2009 Street Parade 2009 - Trance - Mixed By Aly & Fila[11]
- 2010 Future Sound of Egypt Volume 1[12]
- 2012 Future Sound of Egypt Volume 2
- 2014 Trance Nation - Aly & Fila
- 2015 Future Sound of Egypt Volume 3
- 2015 Future Sound of Egypt 400: A New Age[13]
- 2016 Armada Collected
- 2016 Future Sound of Egypt 450
- 2017 Future Sound of Egypt - Best Of 2017
- 2018 Future Sound of Egypt 500
- 2018 Future Sound of Egypt 500 - A World Beyond

### Single
- 2003 Eye Of Horus[3]
- 2004 Spirit Of Ka[3]
- 2007 Ankh - Breath Of Life[3]
- 2007 A Dream Of Peace[3]
- 2007 Thebes[3]
- 2008 Lost Language[14]
- 2008 How Long? (vs. FKN feat. Jahala)[3]
- 2008 Key of Life[15]
- 2008 Dynasty[15]
- 2009 Khepera[16]
- 2010 My Mind Is With You (feat. Denise Riviera)[17]
- 2010 Listening (feat. Josie)[18]
- 2010 I Can Hear You (feat. Sue McLaren)[19]
- 2011 Paradise (feat. Tiff Lacey)[20]
- 2011 Still (feat. Sue McLaren)[21]
- 2011 We Control The Sunlight (feat. Jwaydan)[22]
- 2012 200 (FSOE 200 Anthem)[23]
- 2012 Coming Home (vs. Jwaydan)[24]
- 2012 Fireisland (with Solarstone)[21]
- 2012 Perfect Love (meet Roger Shah feat. Adrina Thorpe)[25]
- 2012 Sand Theme (FSOE 250 Anthem) (vs. Bjorn Akesson)[26]
- 2012 Vapourize (vs. John O’Callaghan)[27]
- 2013 Running Out Of Time (feat. Chris Jones)
- 2013 The Journey (FSOE 300 Anthem)[28]
- 2013 Mysteries Unfold (feat. Sue McLaren)
- 2013 Brilliant People (with. Giuseppe Ottaviani)
- 2013 Without You (feat. Susana)
- 2014 For All Time (feat. Jaren)
- 2014 Eye 2 Eye (meets Roger Shah feat. Sylvia Tosun) (FSOE 350 Anthem)
- 2014 Running (with Skypatrol feat. Sue McLaren)
- 2014 Guardian (with Paul van Dyk feat. Sue McLaren
- 2015 Shine (feat. Roxanne Emery)
- 2015 The Other Shore (feat. Aruna)
- 2015 Es Vedra (vs. The Thrillseekers)
- 2015 A New Age (with Omar Sherif & Jonathan Carvajal) (FSOE 400 Anthem)[29]
- 2015 Napoleon (with Ferry Tayle)
- 2020 Somebody Loves You (with Plumb) (FSOE)

### Remixy
- 2004 Audioplacid – Diving (Aly & Fila Remix)[30]
- 2005 Lime & Dale – Downtown (Aly & Fila Remix)[30]
- 2005 York – Iceflowers (Aly & Fila Remix)[30]
- 2005 Filo & Peri meet Mike Foyle – Luana (Aly & Fila Remix)[30]
- 2006 The Thrillseekers feat. Gina Dootson – By Your Side (Aly & Fila Remix)[30]
- 2006 Tatana – Interview With An Angel (Aly & Fila Remix)[30]
- 2006 Miguel Sassot – Empty (Aly & Fila Remix)[30]
- 2006 York feat. Asheni – Mercury Rising (Aly & Fila Remix)
- 2006 Magic Island – Paradise (Aly & Fila Remix)[30]
- 2006 Friends Of Street Parade – Move Your Mind (Aly & Fila Remix)[30]
- 2007 Lost Witness vs. Sassot – Whatever (Aly & Fila Remix)[30]
- 2007 FKN feat. Jahala – Why (Aly & Fila Remix)[30]
- 2007 Deems – Tears Of Hope (Aly & Fila Remix)[30]
- 2007 Mark Eteson & Jon Prior – Dynamic Stability (Aly & Fila Remix)[30]
- 2007 DT8 Project – Hold Me Till The End (Aly & Fila Remix)[30]
- 2007 DJ Atmospherik – You Owe Me (Aly & Fila Remix)[30]
- 2007 Andy Prinz With Naama Hillman – Quiet Of Mind (Aly & Fila Remix)[30]
- 2007 Mr. Sam feat. Kirsty Hawkshaw – Split (Aly & Fila Remix)[30]
- 2007 Abbott & Chambers – Never After (Aly & Fila Remix)[30]
- 2007 Six Senses pres. Xposure – Niagara (Aly & Fila Remix)[30]
- 2007 Eric Lidstroem pres. Civil Citizen – Enthralment (Aly & Fila Remix)[30]
- 2007 Ben Gold – Roll Cage (Aly & Fila Remix)[30]
- 2007 Majera – Velvet Sun (Aly & Fila Remix)[30]
- 2008 Cartel – Moments (Anguilla Project Remix) (Aly & Fila Rework)[30]
- 2008 Mungo – Summer Blush (Aly & Fila Rework)[30]
- 2008 Armin van Buuren feat. Susana – If You Should Go (Aly & Fila Remix)[30]
- 2008 Tarja Turunen – The Reign (Aly & Fila Remix)[30]
- 2008 Lange – Out Of The Sky (Aly & Fila Remix)[30]
- 2008 Ben Gold feat. Senadee – Say the Words (Aly & Fila Remix)[30]
- 2008 DJ Shah feat. Adrina Thorpe – Back To You (Aly & Fila Remix)[30]
- 2008 Filo & Peri feat. Eric Lumiere – Shine On (Aly & Fila Remix)[30]
- 2008 Rapid Eye – Circa Forever (Aly & Fila Rework)[30]
- 2008 FKN feat. Jahala – Still Time (Aly & Fila Remix)[30]
- 2008 DJ Shah a.k.a. Sunlounger feat. Zara – Lost (Aly & Fila Remix)[30]
- 2008 Ferry Corsten pres. Moonman – Galaxia (Aly & Fila Rework)[30]
- 2008 DNS Project pres. Whiteglow – Airbourne (Aly & Fila Remix)[30]
- 2009 Vast Vision feat. Fisher – Everything (Aly & Fila Remix)[30]
- 2009 Neptune Project – Aztec (Aly & Fila Remix)[30]
- 2009 Gaia – 4 Elements (Aly & Fila Rework)[30]
- 2009 Philippe El Sisi feat. Aminda – You Never Know (Aly & Fila Remix)[30]
- 2009 Sly One – This Late Stage (Aly & Fila Remix)[30]
- 2009 Barry Jay – Infused (Aly & Fila Rework)[30]
- 2010 Leon Bolier – Shimamoto (Aly & Fila Remix)[30]
- 2010 Max Graham feat. Ana Criado – Nothing Else Matters (Aly & Fila Remix)[30]
- 2010 Nacho Chapado & SMAZ feat. Sue McLaren – Between Heaven and Earth (Aly & Fila Remix)[30]
- 2010 Solarstone – Touchstone (Aly & Fila Remix)[30]
- 2010 Gaia – Aisha (Aly & Fila Remix)[30]
- 2010 John Askew – Intimate Strangers (Aly & Fila Remix)[30]
- 2011 Sied van Riel feat. Nicole McKenna – Stealing Time (Aly & Fila Remix)[30]
- 2011 Ayumi Hamasaki – Days (Aly & Fila Remix)[30]
- 2011 Ayumi Hamasaki – Days (Aly & Fila Dub Mix)[30]
- 2011 Protoculture feat. Shannon Hurley – Sun Gone Down (Aly & Fila Remix)[30]
- 2011 Mandala Bros – Return To India (Aly & Fila Remix)[30]
- 2011 Dimension – Crossing Fingers (Aly & Fila Rework)[30]
- 2011 Joel Hirsch & Dustin Allen – Alive (Aly & Fila Remix)[30]
- 2011 Bjorn Akesson & Jwaydan – Xantic (Aly & Fila vs. Bjorn Akesson Remix)[30]
- 2011 Dash Berlin feat. Jonathan Medelsohn – Better Half Of Me (Aly &Fila Remix)[30]
- 2012 Andy Moor feat. Jessica Sweetman – In Your Arms (Aly & Fila Remix)[30]
- 2012 Solarstone with Aly & Fila – Fireisland (Aly & Fila Uplifting Mix)[30]
- 2012 Gareth Emery feat. Christina Novelli – Concrete Angel (Aly & Fila Remix)[30]
- 2012 Alex M.O.R.P.H. feat. Hannah – When I Close My Eyes (Aly & Fila Remix)[30]
- 2013 Global Experience feat. JES – Higher Than The Sun (Aly & Fila Remix)[30]
- 2014 Luke Bond feat. Roxanne - On Fire (Aly & Fila Remix)
- 2014 Peter Santos - Under The Same Sky (Aly & Fila Remix)
- 2015 Bobina - Invisible Touch (Aly & Fila Remix)